# Hispano-Suiza Alfonso XIII

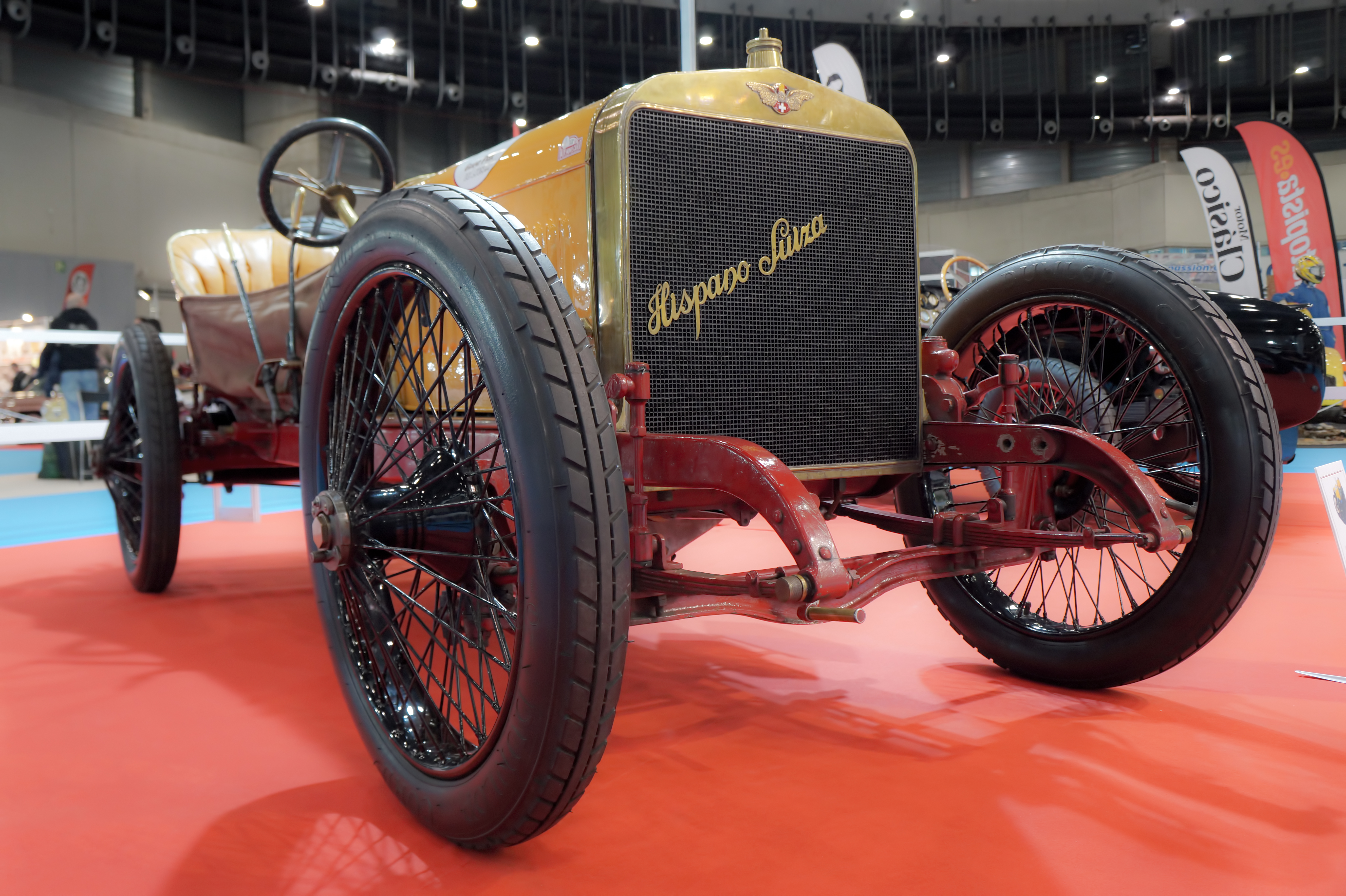
Hispano-Suiza 15/45 HP Tipo 15T «Alfonso XIII».

El Hispano-Suiza Alfonso XIII (también denominado T45) es un automóvil deportivo de lujo fabricado por la empresa española Hispano-Suiza entre 1911 y 1914.

## Historia
En 1909 la empresa Hispano-Suiza ya poseía cierta experiencia en la construcción de automóviles deportivos, por lo que decidió apostar por una mayor calidad en la construcción de sus modelos. El entonces rey de España, Alfonso XIII, gran amante de los automóviles, y que era un cliente importante de la fábrica de la empresa en Barcelona, instituyó la Copa de Cataluña. La primera y segunda edición de este evento, obtuvieron resultados negativos para los vehículos de Hispano-Suiza diseñados por Marc Birkigt, ya que estas ediciones fueron ganadas por modelos de la francesa Peugeot.
Sin embargo en las carreras de Ostende y Boulogne sur Mer de la Coupe de l’Auto de 1911 venció un Hispano-Suiza. Los automóviles preparados ese año por el director técnico de la marca española, despertaron tal clamor, que convencieron a los directivos de la marca para iniciar el camino hacia la fabricación de un modelo de producción en serie, introduciendo algunos cambios. El mismo rey Alfonso XIII estaba tan entusiasmado con la empresa, que el nuevo modelo fue bautizado con el nombre del propio rey. 
El nuevo modelo Alfonso XIII obtuvo un importante éxito, introduciéndose mejoras mecánicas en 1913.
En 1914 se suspendió la producción del vehículo, pero continuaron vendiéndose ejemplares hasta 1920 con un número estimado de 500 unidades comercializadas.
Su precio en aquella época era de 11.500 pesetas, precio que lo convertía en un vehículo exclusivo de la aristocracia y personajes de las finanzas.

## Características técnicas
El Alfonso XIII era básicamente un modelo descapotable, pero sin embargo, bajo pedido, podía tener otras configuraciones. El modelo se caracterizó por sus grandes faros circulares, ubicados junto a sus defensas delanteras. Era el primer modelo de la marca en lucir el logo de la fábrica en el radiador.
En sus inicios, montaba un motor delantero longitudinal de 4 cilindros en línea con 3.619 cc y 60 CV de potencia. Poseía caja de cambios manual de 3 velocidades y tracción en las ruedas traseras. Alcanzaba una velocidad máxima de 120 km/h.